# Арриага, Хуан Кризостомо де
Хуан Кризостомо Хакобо Антонио де Арриага-и-Бальсола (исп. Juan Crisóstomo Jacobo Antonio de Arriaga y Balzola, 27 января 1806, Бильбао — 17 января 1826, Париж) — испанский композитор, баск по национальности, часто именуемый «баскским Моцартом» за раннее творческое начало и раннюю кончину.

## Биография
Арриага родился в Бильбао в семье органиста в день 50-летия Моцарта. Отец дал ему первые уроки музыки, и уже в 11 лет в родном городе было исполнено первое сочинение Арриаги, октет Nada y mucho. В 1821 юный композитор, уже бывший автором оперы, отправился в Парижскую консерваторию, где учился игре на скрипке у Пьера Байо, гармонии у Франсуа-Жозефа Фети и контрапункту у Луиджи Керубини. Уже в 1824 Фети сделал его своим ассистентом в консерватории, а в 1825 была исполнена симфония в ре, считающаяся наиболее значительным произведением Арриаги. Однако в январе 1826 Арриага простудился и умер, немного не дожив до 20 лет.
Среди произведений Арриаги — частично не дошедшая до нашего дня опера «Счастливые невольники» (исп. Los esclavos felices, 1820), несколько кантат и вокальных сцен, ряд духовных произведений, симфония в ре (1825), увертюра ре мажор (1821), нонет для камерного оркестра (1818), три струнных квартета (1823), произведения для фортепиано.
Творчество Арриаги находилось под влиянием современной ему французской и немецкой музыки, особенно Моцарта и Бетховена, и практически не содержало национальных мотивов.
В честь Арриаги назван оперный театр в Бильбао, где ему также установлен памятник.